# Vincenzo Maria Altieri
Vincenzo Maria Altieri (Roma, 27 de novembro de 1724 – Roma, 10 de fevereiro de 1800) foi um ex-cardeal italiano da Igreja Católica.

## Biografia
Terceiro dos oito filhos de Girolamo Altieri, príncipe de Oriolo, e Maria Madalena Borromeu, era parente dos cardeais Alessandro Mattei (1779), Lorenzo Girolamo Mattei (1833), Lorenzo Altieri (1690), Giovanni Battista Altieri, júnior (1724) e Paluzzo Paluzzi Altieri degli Albertoni (1664).
Foi protonotário apostólico participante, nomeado em 3 de outubro de 1743, tomando posse em 24 de agosto de 1747. Entrou na prelazia romana e foi referendário dos Tribunais da Assinatura Apostólica, em 24 de agosto de 1747. Prelado do Sagrada Congregação do Concílio, e depois, vice-legado em Urbino, em dezembro de 1753 e em Romagna, em 11 de novembro de 1756. Em janeiro de 1758, foi governador de Ancona. Clérigo da Câmara Apostólica, a partir de junho de 1764, tomou posse em janeiro de 1765.
Foi Membro da Accademia liturgica, onde, em 1766, pronunciou um discurso sobre a Origine istituzione e congruenza della festività del Corpus Domini. Presidente delle Acque e delle Ripe, entre janeiro de 1767 e 1775 e, como tal, em 1771, comissionado pelo Papa Clemente XIV, forneceu suprimentos a Roma, que estava seriamente ameaçada pela escassez de trigo. Foi presidente della Grascia, um escritório na Câmara Apostólica, em abril de 1775. Em maio de 1776, é nomeado Mestre da Câmara da Corte Pontifícia.
Foi criado cardeal in pectore pelo Papa Pio VI, no Consistório de 23 de junho de 1777, sendo seu nome revelado no Consistório de 11 de dezembro de 1780, recebendo o barrete vermelho e o título de cardeal-diácono de São Jorge em Velabro, no dia 2 de abril de 1781.
Foi membro das Sagradas Congregações dos Bispos e Regulares, Concílio, Águas e Bom Governo. Protetor da Ordem dos Clérigos Regulares Menores em janeiro de 1783, bem como de numerosos mosteiros, cidades, igrejas, arquiconfrarias, universidades e colégios. Em 1784, ele foi nomeado membro da comissão de cardeais para os danos causados pelas enchentes de Nera e Velino.
Optou pela diaconia de Santo Ângelo em Pescheria em 23 de abril de 1787, pela de Santo Eustáquio em 10 de março de 1788 e pela de Santa Maria em Via Lata em 12 de setembro de 1794, quando se torna o cardeal-protodiácono.
Foi o Camerlengo do Sacro Colégio dos Cardeais a partir de 29 de janeiro de 1798.
Ocupada Roma em fevereiro de 1798 pelo exército de Napoleão Bonaparte e estabelecida a República, se viu sob forte pressão para renunciar ao cardinalato. Em grave estado de saúde e ameaçado de prisão e deportação, imitou o gesto de cardeal Tommaso Antici e em 12 de março escreveu ao papa, em Siena, renunciando à púrpura. Ele apoiou seu pedido com a opinião favorável de dois teólogos que ele questionou, o clérigo menor observante Frei Flamínio de Latrão e o regular de Santo Agostinho, P. Carabelloni. Após ter tentado em vão demovê-lo de seu propósito, e embora relutantemente, seguindo o conselho de Leonardo Antonelli e outros cardeais, com um breve datado de 7 de setembro de 1798, Pio VI aceitou a renúncia. Cada vez mais em graves condições de saúde e roído pelo remorso de sua fraqueza, Altieri sobreviveu pouco mais de um ano. Ele morreu em Roma em 10 de fevereiro de 1800, dois dias após se retratar da renúncia.
Foi sepultado na capela Altieri na Basilica di Santa Maria sopra Minerva.